# Muraltia barkerae
Muraltia barkerae är en jungfrulinsväxtart som beskrevs av Margaret Rutherford Bryan Levyns. Muraltia barkerae ingår i släktet Muraltia och familjen jungfrulinsväxter. Inga underarter finns listade i Catalogue of Life.